# Matanuska (cràter)
Matanuska és un cràter de l'asteroide del cinturó principal (253) Mathilde, situat amb el sistema de coordenades planetocèntriques a 27.3 ° de latitud nord i 217.3 ° de longitud est. Fa un diàmetre de 2.9 km. El nom va ser fet oficial per la UAI l'any 2000 i fa referència a Matanuska, conca de carbó dels Estats Units d'Amèrica.